# Dhünn (Wermelskirchen)
Dhünn ist nach Dabringhausen der zweitgrößte Stadtteil und Ortsteil von Wermelskirchen im Nordosten des Rheinisch-Bergischen Kreises an der Grenze zum Oberbergischen Kreis. Der gesamte Ortsteil Dhünn hat eine Fläche von ca. 16,84 km². Die Ortschaft Dhünn liegt gut fünf Kilometer südöstlich vom Wermelskirchener Zentrum. Sie hat ihren Namen vom Fluss Kleine Dhünn, der in die Große Dhünntalsperre mündet.

## Geographie

### Nachbarschaft
Die unmittelbaren Nachbar-Ortschaften, die ebenfalls zum Wermelskirchener Ortsteil Dhünn gehören, sind: Neuenweg, Osminghausen, Oberpilghausen, Halzenberg, Hülsen, Heidchen, Dhünn-Neuenhaus, Bergstadt und Staelsmühle. Dhünn grenzt an die Städte/Gemeinden Hückeswagen und Kürten.

## Geschichte

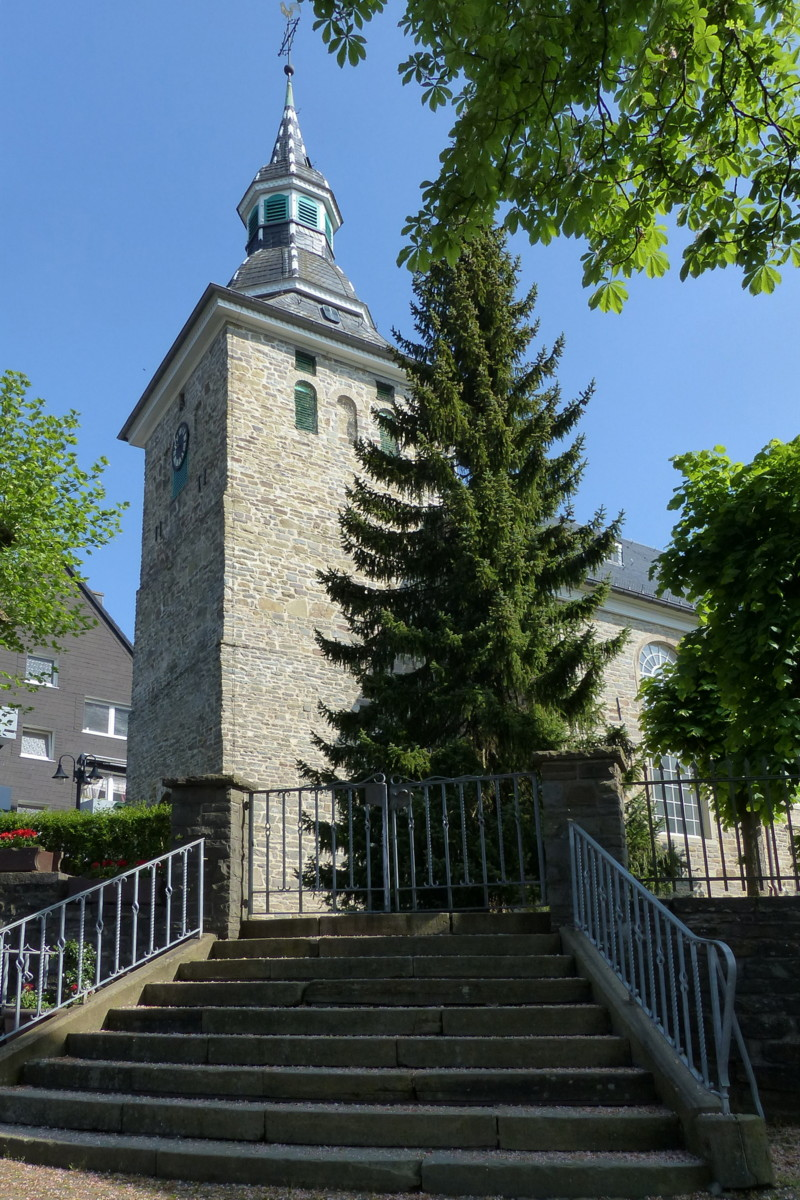
Kirche in Dhünn 2016 – Frontansicht mit Turm

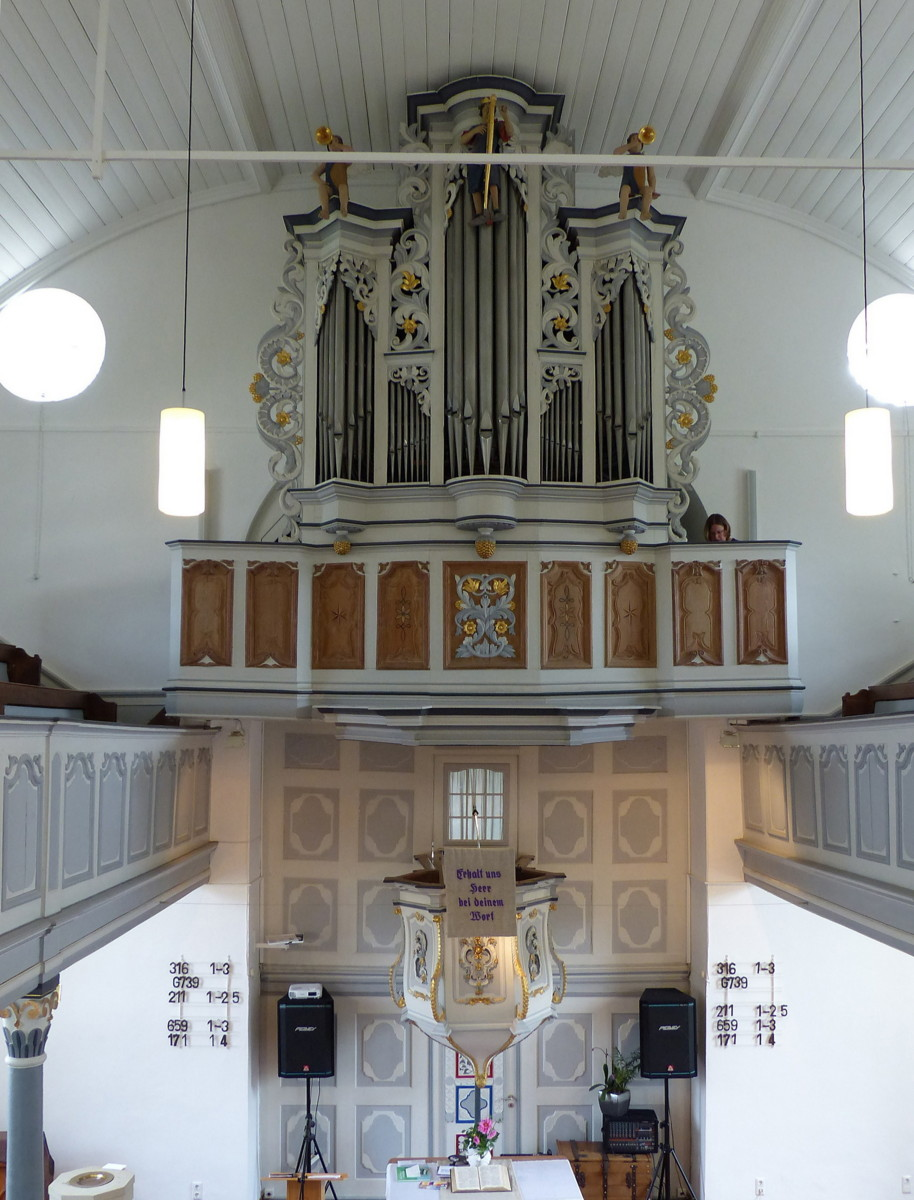
Kirchenschiff evangelische Kirche Dhünn – Blick auf den Altarbereich mit Orgel

### Gemeinde Dhünn
Das Kirchspiel Dhünn war in der frühen Neuzeit zugleich eine Honschaft im bergischen Amt Bornefeld-Hückeswagen. Ausführliche Nachrichten aus dem 16. Jahrhundert berichten zunächst von dem katholischen Pfarrer Matthias Vassbender, der für das Jahr 1522 nachgewiesen werden kann. Der Übergang von der katholischen zur lutherischen Pfarrei fand 1578 unter dem Pfarrer Johann Kortte von Recklinghausen statt. In der Übergangszeit von der lutherischen zur reformierten Gemeinde (1582–1597) berichtete Pfarrer Johann Ebberting am 8. Februar 1589 ausführlich auf die Anfragen von Dietrich Graminäus über die Zustände der Dhünner Gemeinde. Für das Jahr 1582 wird für das gesamte Kirchspiel Dhünn eine Zahl von ca. 250–300 Einwohnern angegeben, woran sich bis 1730 kaum etwas änderte. Peter Camarius von Wermelskirchen war 1597–1604 der erste Pfarrer der reformierten Gemeinde. Die Einwohnerzahl beträgt 1770 insgesamt 761 und verdoppelt sich dann in wenigen Jahrzehnten.
Durch die umfassende kommunale Neugliederung im französischen Satellitenstaat Großherzogtum Berg wurde das Kirchspiel Anfang des 19. Jahrhunderts zu einer kommunalen Gebietskörperschaft überführt, die auch nach der Übernahme des ehemaligen Großherzogtums durch Preußen beibehalten wurde. Ab 1816 war das Kirchspiel Dhünn eine von drei Spezialhaushaltsgemeinden innerhalb der Bürgermeisterei Dabringhausen im Kreis Lennep.
1815/16 lebten zusammen 1561 Einwohner in dem Kirchspiel und Spezialhaushaltsgemeinde Dhünn. Laut der Statistik und Topographie des Regierungsbezirks Düsseldorf besaß Dhünn 1832 eine Einwohnerzahl von 1857, die sich in 23 katholische und 1834 evangelische Gemeindemitglieder aufteilten. Die Wohnplätze des Kirchspiels umfassten zusammen eine Kirche, zwei öffentliche Gebäude, 255 Wohnhäuser, fünf Fabrikationsstätten und Mühlen und 219 landwirtschaftliche Gebäude.
1873 wurde das benachbarte Niederwermelskirchen aus der Bürgermeisterei Dabringhausen ausgegliedert und mit anderen Honschaften zu Wermelskirchen zusammengeschlossen. Dabei wurden Teilbereiche von Niederwermelskirchen abgespalten und in Dhünn eingemeindet.
Das Gemeindelexikon für die Provinz Rheinland von 1888 gibt für Dhünn eine Einwohnerzahl von 2280 an (2146 evangelischen, 79 katholischen, 54 sonstig christlichen und einer jüdischen Glaubens), die in 52 Wohnplätzen mit zusammen 381 Wohnhäuser und 473 Haushaltungen lebten. Die Fläche der Bürgermeisterei (1678 ha) unterteilte sich in 657 ha Ackerland, 170 ha Wiesen und 757 ha Wald.
1927 erfolgte die Umwandlung der Bürgermeisterei Dabringhausen in das Amt Dabringhausen, amtsangehörige Gemeinden waren nach wie vor Dhünn und Dabringhausen. Das Amt wurde aber wieder 1938 aufgelöst und Dhünn kam als amtsangehörige Gemeinden zum neu gegründeten Amt Wermelskirchen.
Die lange Zeit selbständige Gemeinde verlor am 1. Januar 1975 ihre Unabhängigkeit und wurde mit Dabringhausen und der bisherigen Stadt Wermelskirchen zur neuen Stadt Wermelskirchen vereinigt (vgl. § 21 Abs. 1 Köln-Gesetz).

### Wappen
| Wappen von Dhünn | Blasonierung: „In Blau zwischen zwei goldenen (gelben) Wellenleisten ein goldener (gelber) Wellenpfahl, belegt mit einer silbernen (weißen) Forelle mit naturfarbenen Flossen; im silbernen (weißen) Obereck unter blaugerahmten dreieckigem Webfach mit silberner (weißer) Spindel ein naturfarbenes "D" am Faden.“                                   |
| Wappen von Dhünn | Wappenbegründung: Das 1952 entworfene und 1954 vom Innenminister von Nordrhein-Westfalen genehmigte Wappen erinnert durch die Wellenpfähle/- leisten an den namensgebenden Fluss Dhünn mit seinen Nebenläufen. Die Forelle steht für den Fischreichtum und das Webfach für die frühere Tuchindustrie in der Gemeinde. Das "D" steht für den Ortsnamen. |

## Infrastruktur
Der Ort ist ein komplettes Grundversorgungszentrum mit überörtlich ausstrahlenden Anziehungspunkten. Grundschule, eine kleine Mehrzweck- bzw. Sporthalle, Fußballplatz und Tennisplätze, ein Dorfladen für den alltäglichen Bedarf mit kleinem Postschalter, ein Metzger, eine Bäckerei sowie Gaststätten und weitere Geschäfte sind vorhanden, wie z. B. auch ein skandinavisches Einrichtungshaus, das auch im Onlineverkauf aktiv ist.

## Verkehr

### Straßen
Die Verbindungsstraßen von, bzw. nach Dhünn sind:
- K 14 nach Dabringhausen (über Sonne, Kreckersweg, Stumpf) bzw. nach Wermelskirchen über (Sonne, Finkenholl, Hoffnung)
- L 409 nach Wermelskirchen (über Habenichts, Eipringhausen) und
- L 409 nach Kürten, zur B 506 Wipperfürth, bzw. Köln (über Halzenberg)
- L 68 nach Hückeswagen, Wipperfürth (über Dhünn-Neuenhaus, Straßweg, Dreibäumen)
- L 101 nach Hückeswagen, Wipperfürth (über Habenichts)
- L 101 nach Dabringhausen, Altenberg, Köln

### Busverbindung
Eine regelmäßige Busverbindung besteht mit der RVK-Linie 261 nach Wermelskirchen bis zum Busbahnhof, von wo aus etliche weitere Verbindungen sowie eine Taxibusverbindung mit der Linie 262 nach Dabringhausen genutzt werden können.

## Wandern
Von zwei zentralen Wanderwegen aus lässt sich in unterschiedlich langen Etappen die Landschaft erkunden. Wanderparkplatz „Habenichts“ an der L101 zwischen Habenichts und Sonne. 3 Rundwanderwege starten und enden hier. Wanderparkplatz „Staelsmühle“ am Sportplatz. Ebenfalls in drei Rundwege kann hier eingestiegen werden. Darüber hinaus gibt es unzählige Wandermöglichkeiten durch Wiesen und Wälder der Region und zur und entlang der Dhünntalsperre.

## Vereine
Viele Vereine beleben den Ort, wie z. B. ein sehr aktiver und erfolgreicher DLRG-Stützpunkt der DLRG-Ortsgruppe Wermelskirchen, ein junger und stetig wachsender Karnevalsverein (Dhünnsche Jecken), Motorsportverein, Gesangsverein, Reit- und Fahrverein, Wandergruppe, Sportverein SSV Dhünn, CVJM, VVV etc.

## Kirche

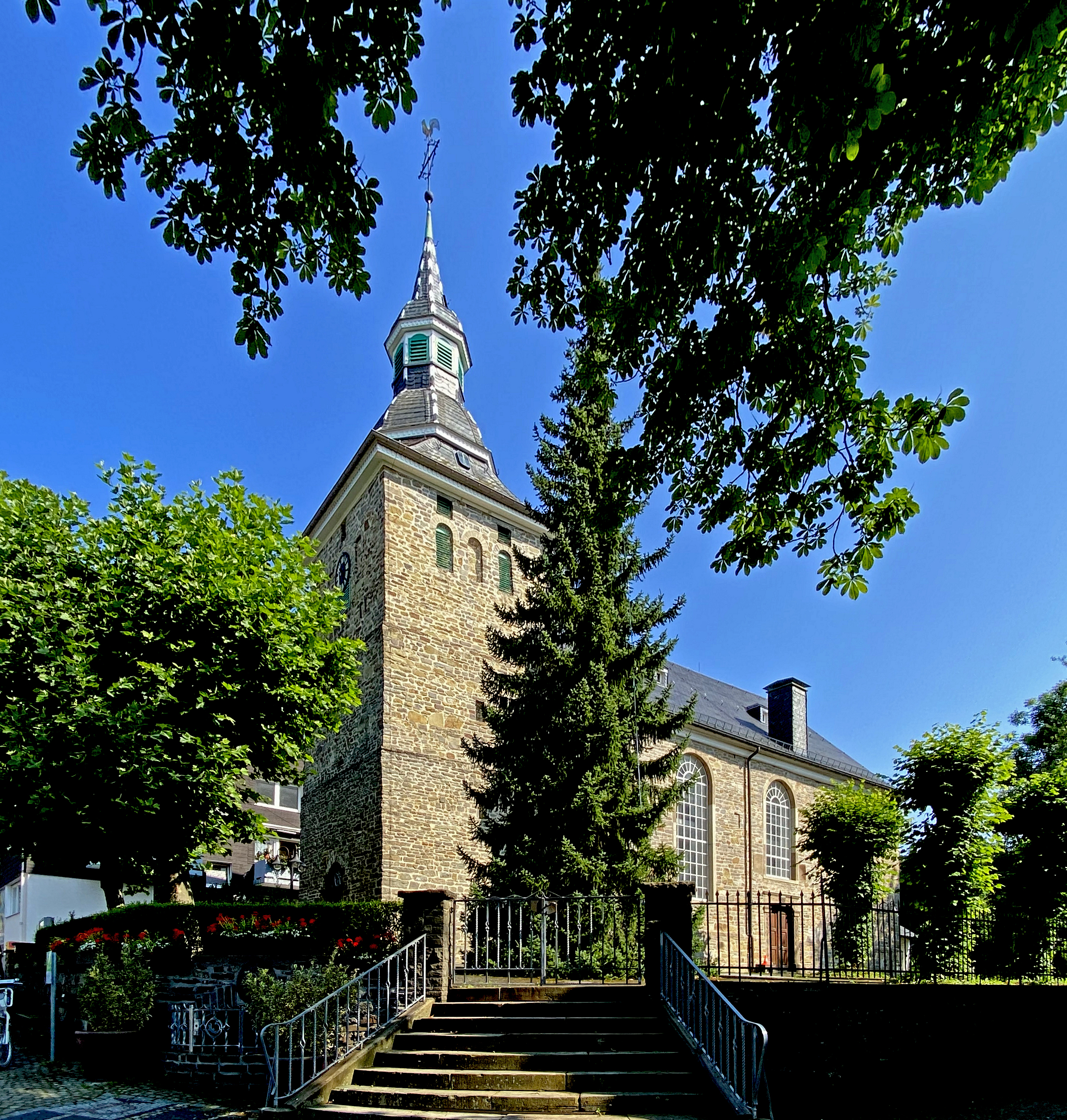

Die Kirche wurde im Jahre 1308 erstmals urkundlich erwähnt und ist seit 1582 evangelisch. In der Vergangenheit war der Turm ein Wehrturm, um die Bauern zu schützen. Wo heutzutage das Kirchenschiff ist, war der alte Friedhof. Man kann heute noch zwei Grabsteine links von dem Eingang sehen. Das heutige Kirchenschiff stammt aus dem Jahr 1772.
Typisch für die evangelischen Kirchen in dieser Region ist die farbliche und stilistische Gestaltung in schlichtem Weiß, Grau, Blau und etwas goldfarben, ferner gerade Linien und Ornamente, gern auch florale Elemente. Selten gibt es die Darstellung von Personen. Der Grund hierfür ist, dass das Bergische Land zur reformierten protestantischen Richtung gehört. Im Gegensatz zur lutherisch protestantischen Richtung gilt hier der Grundsatz aus den Zehn Geboten „Du sollst dir kein Gottesbild machen“ und grundsätzlich der Wunsch, schlicht zu sein.
Die Kirchengemeinde gehört zum Kirchenkreis Lennep der Evangelischen Kirche im Rheinland und ist mit der benachbarten Kirchengemeinde Dabringhausen pfarramtlich verbunden.

## Veranstaltungen
Wiederkehrende, beliebte und gutbesuchte Veranstaltungen sind u. a. am vorletzten Augustwochenende die mehrtägige Dorfkirmes mit vielen Aktionen, die Karnevalssitzungsparty der Dhünnschen Jecken, der Mittsommernachtslauf des CVJM, internationale Wandertage, „Alten“fahrten, Weihnachtsmarkt etc.